# 1180년

## 연호
- 남송(南宋) 순희(淳熙) 7년
- 금(金) 대정(大定) 20년
- 일본(日本) 지쇼(治承) 4년
- 서하(西夏) 건우(乾祐) 11년
- 리 왕조(李朝) 찐푸(貞符) 5년

## 기년
- 남송(南宋) 효종(孝宗) 18년
- 금(金) 세종(世宗) 20년
- 고려(高麗) 명종(明宗) 10년
- 서하(西夏) 인종(仁宗) 41년
- 리 왕조(李朝) 고종(高宗) 5년

## 사건
- 지쇼-주에이의 난 발발
- 경대승, 중방을 무력화 시키고 도방을 설치함.

## 탄생
- 8월 6일 - 일본의 고토바 천황

## 사망
- 7월 27일 - 고려(高麗)의 무신(武臣) 이소응(李紹膺)
- 고려(高麗)의 무신(武臣) 허승(許升)